# Hareng en fourrure
Pour les articles homonymes, voir Chouba (homonymie).

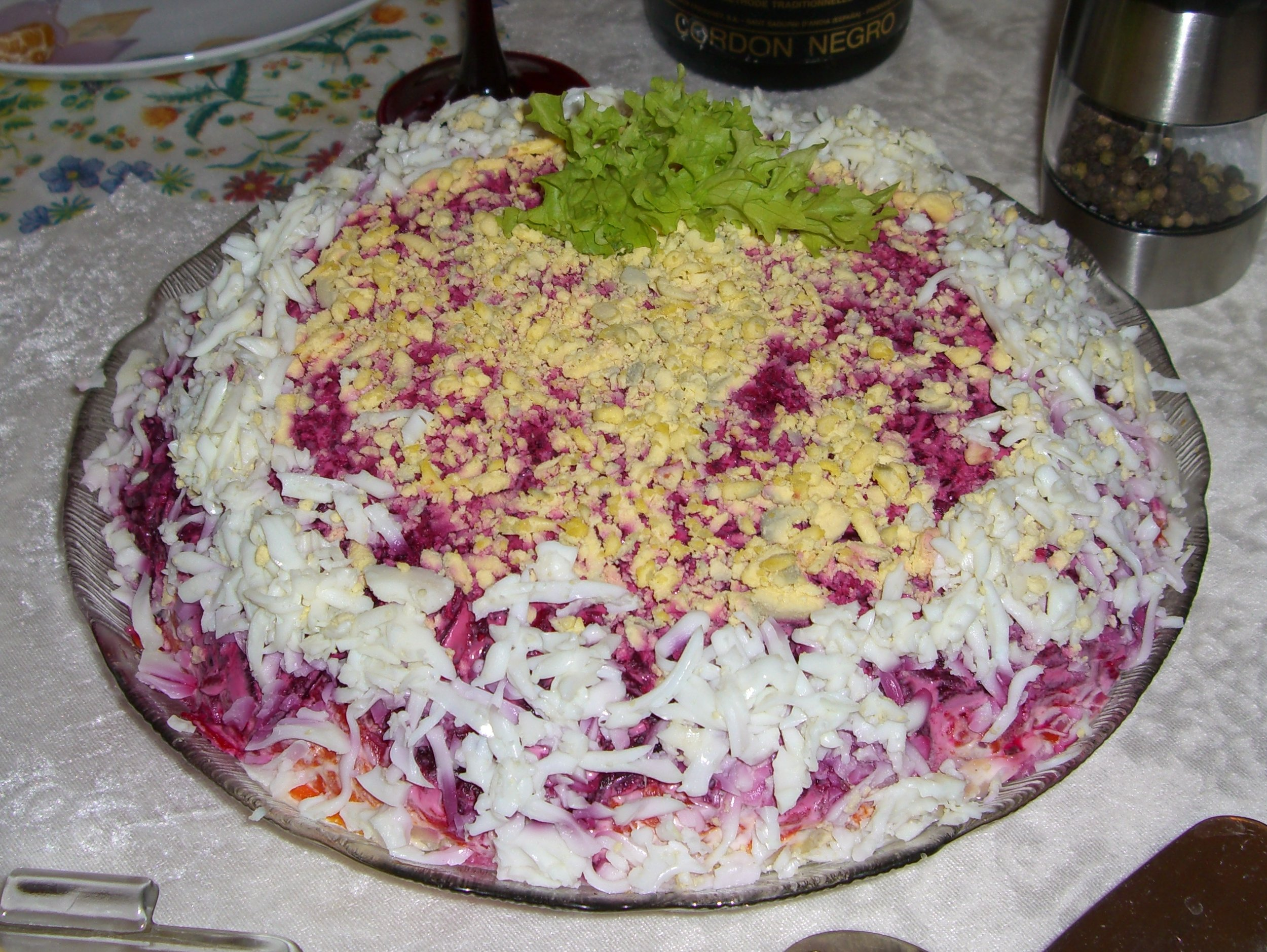
Une chouba.

Le hareng en fourrure (en russe сельдь под шубой, ou simplement шуба (chouba, manteau de fourrure) est une salade composée.
C'est un plat traditionnel en Russie et dans d'autres pays d'ex-URSS. Il est servi au Nouvel An et lors des fêtes de Noël.

## Composition
Elle contient des harengs salés et coupés en dés, servis sous un « manteau » de betteraves bouillies râpées, accompagnés d'œufs durs, d'oignons et d'autres légumes râpés (pommes de terre, carottes, etc.) et de mayonnaise. Certaines variantes comportent une couche de pommes râpées.